# Putinci
Putinci (srbsky Путинци) jsou vesnice v severní části Srbska, administrativně spadající pod opštinu Ruma. Vesnice leží v rovinaté krajině panonské nížiny v regionu Sremu. Protéká jí potok Međeš.
Z národnostního hlediska je obyvatelstvo v drtivé většině srbské národnosti (přes 90 %). Počet obyvatel Obornjači se pohybuje dlouhodobě v nižších tisících, roku 2011 zde žilo 2745 osob. Na rozdíl od okolních vesnic zde počet lidí neklesá. 
Ve vesnici se nachází kostel sv. archanděla Gabriela (pravoslavný). Jižně od ní potom vede železniční trať Bělehrad–Záhřeb, na které je i železniční stanice. V okolí obce se nachází archeologická naleziště.